# Manuʻa-Würgermonarch
Der Manuʻa-Würgermonarch (Clytorhynchus vitiensis powelli) ist eine von zwölf Unterarten des Fidschi-Würgermonarchen (Clytorhynchus vitiensis). Er galt seit der Zyklon-Saison zu Beginn der 1990er-Jahre als verschollen, wurde aber ab 2005 wieder gesichtet. Sein Verbreitungsgebiet sind die Inseln Manuʻa und Ofu-Olosega in American Samoa.

## Merkmale
Der Manuʻa-Würgermonarch ist ein mittelgroßer Vogel, der eine Größe von 18 cm erreicht. Er hat einen kräftigen Schnabel. Kopf, Rücken, Flügel und Schwanz sind bräunlich schwarz. Drei seitliche Schwanzspitzen sind weiß. Kehle, Brust und Bauch sind bräunlich schiefergrau. Die Flanken sind bräunlich.

## Lebensweise
Reverend Thomas Powell, nach dem das Taxon benannt wurde, berichtete dem Erstbeschreiber Osbert Salvin im Jahr 1879, dass die Monarchen aggressive, unerschrockene Vögel waren. Sie flogen um die Leute herum, die in ihr Revier eindrangen und gaben anhaltende, harsche Rufe von sich. Der Manuʻa-Würgermonarch ist Insektenfresser und benutzt seinen großen, kräftigen Schnabel, um totes Laub und zerfallenes Holz nach Nahrung abzusuchen.

## Status
Die Wälder, in denen der Manuʻa-Würgermonarch einst heimisch war, wurden massiv gerodet. Je stärker die Fragmentierung der Wälder voranschritt, desto drastischer war der Bestandsrückgang der Monarchen-Population aufgrund der einfallenden Zyklone. Seitdem die tropischen Wirbelstürme Ofa und Val in den Jahren 1990 und 1991 schwere Verwüstungen auf American Samoa anrichteten, galt der Manuʻa-Würgermonarch als verschollen, bis neue Sichtungen im Jahr 2005 bestätigten, dass er noch existiert. Im Frühjahr 2014 wurde ein Exemplar lebend fotografiert. 